# Banc of California Stadium
Il Banc of California Stadium è uno stadio ad uso calcistico in California, negli Stati Uniti. Ospita le partite casalinghe dei Los Angeles FC ed ospiterà alcune partite di calcio maschile e femminile per i Giochi della XXXIV Olimpiade che si terranno nel 2028 a Los Angeles.